# Angelika Siehr
Angelika Siehr ist eine deutsche Rechtswissenschaftlerin.

## Leben
Sie studierte in Marburg (Rechts- und Politikwissenschaften), Lausanne (Stipendium des Landes Hessen) und Kiel (Stipendiatin der Studienstiftung des Deutschen Volkes). Nach dem ersten juristischen Staatsexamen in Kiel, dem Master of Laws an der Yale Law School (Stipendium der Yale Law School und des DAAD), dem Referendariat in Schleswig-Holstein und dem zweiten juristischen Staatsexamen in Hamburg war sie wissenschaftliche Mitarbeiterin bei Hasso Hofmann, Humboldt-Universität zu Berlin. Nach der Promotion 1999 war sie von 1999 bis 2012 Rechtsanwältin bei Brock Müller Ziegenbein. Von 2001 bis 2004 und von 2006 bis 2008 war sie wissenschaftliche Mitarbeiterin bei Alexander Blankenagel, Humboldt-Universität zu Berlin. Von 2009 bis 2010 vertrat sie die Professur für Andreas Voßkuhle, Institut für Staatswissenschaft und Rechtsphilosophie, Abt. I, Universität Freiburg. Nach der Habilitation 2011 an der Humboldt-Universität Berlin wurde sie 2012 auf eine Professur für öffentliches Recht, Völkerrecht, Rechtsphilosophie und Bildungsrecht an der Universität Bielefeld berufen.

## Schriften (Auswahl)
- Die Deutschenrechte des Grundgesetzes. Bürgerrechte im Spannungsfeld von Menschenrechtsidee und Staatsmitgliedschaft. Berlin 2001, ISBN 3-428-10098-0.
- mit Bardo Fassbender (Hg.): Suprastaatliche Konstitutionalisierung. Perspektiven auf die Legitimität, Kohärenz und Effektivität des Völkerrechts. Baden-Baden 2012, ISBN 3-8329-7853-4.
- mit Jonathan Bauerschmidt, Bardo Fassbender, Michael Wolfgang Müller und Christopher Unseld (Hg.): Konstitutionalisierung in Zeiten globaler Krisen. Baden-Baden 2015, ISBN 3-8487-1962-2.
- Das Recht am öffentlichen Raum. Theorie des öffentlichen Raumes und die räumliche Dimension von Freiheit. Tübingen 2016, ISBN 978-3-16-152450-9.